# صومعه گریگور روشنگر مقدس (مسروپاوان)
صومعه گریگور روشنگر، مسروپاوان (ارمنی: Սուրբ Գրիգոր եկեղեցի (Կուքի)؛ انگلیسی: St. Gr. Lusavorich Monastery یا صومعه مسروپ ماشتوتس انگلیسی: Mesrop Mashtots Monastery) یک صومعه متعلق به کلیسای حواری ارمنی واقع در شهر مسروپاوان، جمهوری خودمختار نخجوان در جمهوری آذربایجان می‌باشد. ساخت و ساز این ساختمان در سده ۵ام میلادی به پایان رسید. این بنا به سبک معماری ارمنی طراحی شده‌است. این صومعه در ۱۵ ژوئن ۲۰۰۶ تخریب شد.